# Протасов, Николай Александрович
Граф Николай Александрович Протасов (27 декабря 1798 (7 января 1799) — 16 (28) января 1855) — русский военный и государственный деятель, генерал-адъютант (14.04.1840), генерал-лейтенант (11.04.1848), член Государственного совета (1853-1855). С 1836 года по 1855 год — обер-прокурор Святейшего синода. Последний представитель графской ветви рода Протасовых.
Известен как реформатор духовных училищ и высшего церковного управления.

## Биография и деятельность
Родился 27 декабря 1798 (7 января 1799) года в семье Александра Яковлевича и Варвары Алексеевны Протасовых. Пятнадцати лет вступил в лейб-гвардии Гусарский его величества полк корнетом; в 1828 году участвовал в русско-турецкой войне, в подавлении восстания в Польше (1831).
В 1834 году в чине полковника был назначен членом главного правления училищ, главного правления цензуры, комитета по устройству учебных заведений.
В 1835 году определён исправляющим должность товарища министра народного просвещения; в том же году ему поручено наблюдение за Главным педагогическим институтом и Румянцевским музеем, обозрение белорусского учебного округа и затем непосредственное заведование этим округом.
24 февраля 1836 года назначен исполняющим обязанности обер-прокурора Святейшего синода, членом Комиссии духовных училищ; 25 июня того же года назначен на должность обер-прокурора, уволен от исправления должности товарища министра народного просвещения. На должности обер-прокурора, которую занимал до самой смерти, в течение 20 лет, известен преобразованиями духовных училищ и высшего духовного управления: были улучшены бытовые условия в духовных училищах и семинариях, введены в программу естествознание, медицина и сельское хозяйство, установлено преподавание на русском языке (вместо латыни).
Реформа структуры Святейшего синода, осуществлённая 1 марта 1839 года (в частности, упразднение Комиссии духовных училищ — постоянного органа, ведавшего духовными учебными заведениями, учреждение духовно-учебного управления для исполнительного производства по учебной и хозяйственной части, преобразование своей собственной канцелярии и канцелярии Синода в настоящий департамент, равно как и контрольного управления в хозяйственное, с директором во главе) сосредоточила действительное заведование всеми делами синодального ведомства в четырёх преобразованных центральных учреждениях, находившихся теперь под главным начальством обер-прокурора. Таким образом, Святейший синод при нём был преобразован в подобие министерства, ставшего в его руках только исполнительным органом. Власть обер-прокурора при поддержке императора Николая I достигла небывалой высоты.
Скончался 16 (28) января 1855 года в Санкт-Петербурге. Император Николай I на донесении о кончине графа Протасова написал: «Искренно и душевно скорблю о потере этого достойного и верного слуги, которого столь давно знал и уважал». С его смертью пресеклась графская отрасль Протасовых и фамилия эта, вместе с титулом, по Высочайшему указу от 28 октября 1856 г. перешла к внучатому племяннику Н. А. Бахметеву.
Николай Протасов похоронен в старом соборе московского Донского монастыря.
По оценке протоиерея Георгия Флоровского, «Протасов был верным проводником Николаевских начал или режима в церковной политике. Именно при нём завершается государственная организация церковного управления как особого „ведомства“, в ряду других, — „ведомством православного исповедания“ именуется Церковь с тех пор. Клир и иерархия состоят в этом ведомстве».

## Семья

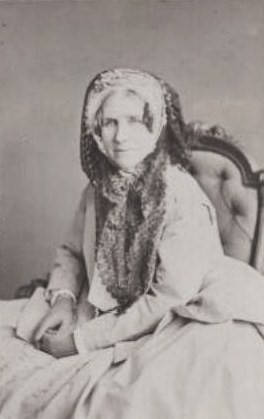
Наталья Дмитриевна

Жена (с 29 мая 1829 года) — княжна Наталья Дмитриевна Голицына (1803—1880), фрейлина двора, дочь московского генерал-губернатора, светлейшего князя Д. В. Голицына. Кавалерственная дама ордена Св. Екатерины (малого креста) (1852) и баварского Ордена Терезы. В 1861 году была пожалована в статс-дамы, а в феврале 1865 года назначена обер-гофмейстериной при Государыне Императрице. Считалась первою дамой в Петербурге, жила открыто в своем роскошном доме на Невском проспекте, давая рауты и танцевальные вечера.
По отзывам современника, была женщина достойная глубочайшего уважения, олицетворяла собой настоящий тип аристократической дамы, сохранявшей манеры, утонченную любезность и образ жизни давно минувшего времени. Истинная христианка, она совмещала в себе все земные добродетели, из которых на первом плане были смирение, доброта и отзывчивость к чужому горю. Скончалась в Петербурге. Похоронена рядом с мужем в Малом соборе Донского монастыря (их могилы сохранились).

## Написание фамилии
Граф писал свою фамилию через букву «а» в первом слоге: Пратасов. В книгах XIX века его фамилию писали так же, например А. Надеждин, И. Чистович, Ф. Благовидов.

## Награды
- Орден Святого Владимира 4-й степени с бантом (21.02.1829)[12]
- Орден Святой Анны 2-й степени (22.03.1831)
- Орден Святого Станислава 2-й степени (18.10.1831)
- Знак ордена За военное достоинство 4-й степени (1831)
- Императорская корона к ордену Святой Анны 2-й степени (06.12.1833)
- Орден Святого Владимира 3-й степени (06.12.1835)
- Орден Святой Анны 1-й степени (26.03.1839)
- Орден Святого Георгия 4-й степени за 25 лет выслуги в офицерских чинах (03.12.1839)
- Орден Святого Владимира 2-й степени (06.12.1843)
- Орден Белого орла (23.04.1850)
- Орден Святого Александра Невского (30.03.1852)
- Знак отличия беспорочной службы за XV лет (22.08.1834)
- Знак отличия беспорочной службы за XX лет (22.08.1840)
- Знак отличия беспорочной службы за XXV лет (22.08.1847)
- Знак отличия беспорочной службы за XXX лет (22.08.1850)

Иностранные:
- Вюртенбергский орден Вюртембергской короны 2-й степени (1834)